# Abbazia territoriale di Subiaco

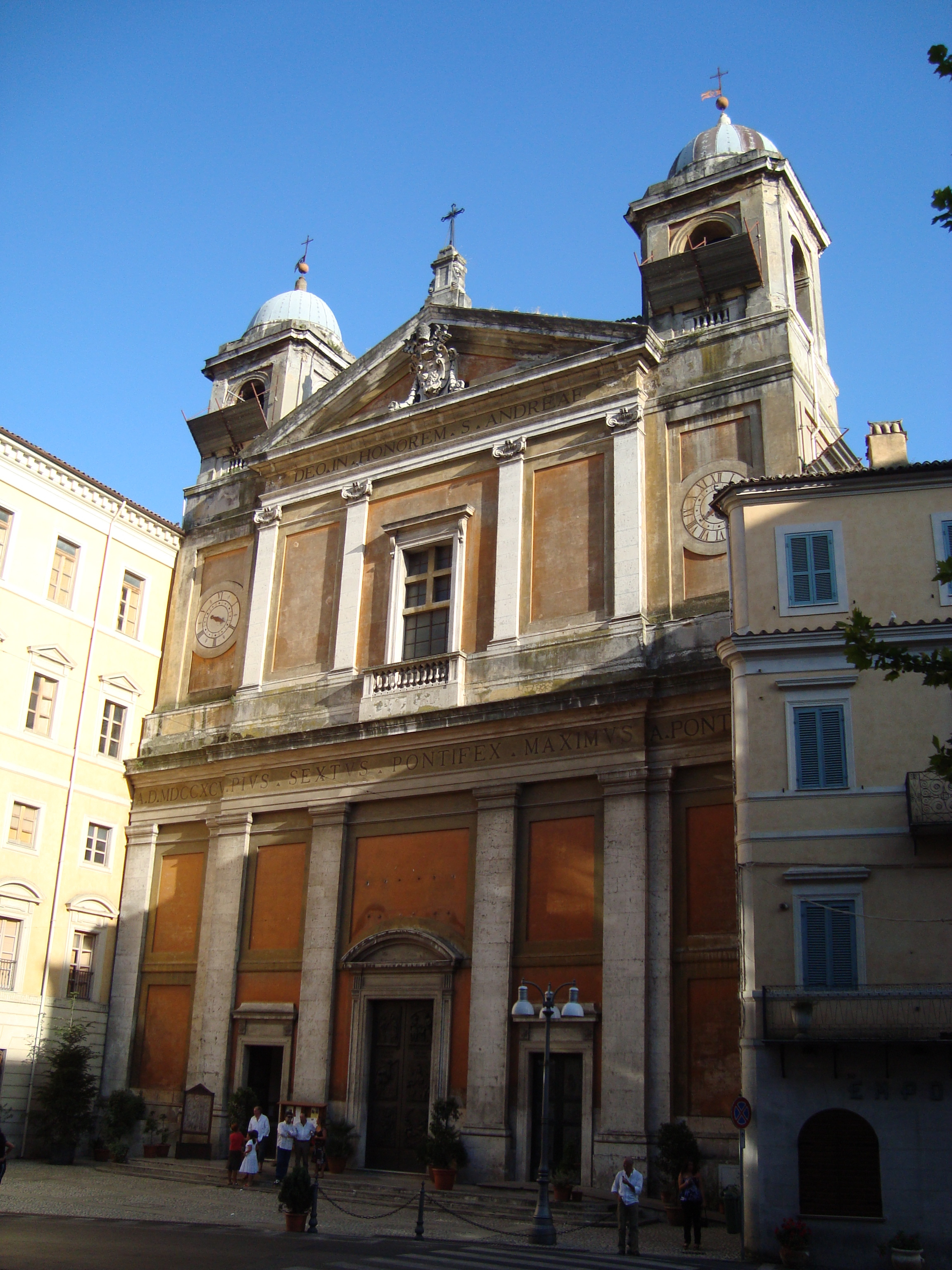
La collegiata di Sant'Andrea di Subiaco, concattedrale della diocesi dal 1892 al 2002; alla sinistra s'intravede l'ex seminario della diocesi abbaziale, voluto da papa Pio VI, abate commendatario di Subiaco.

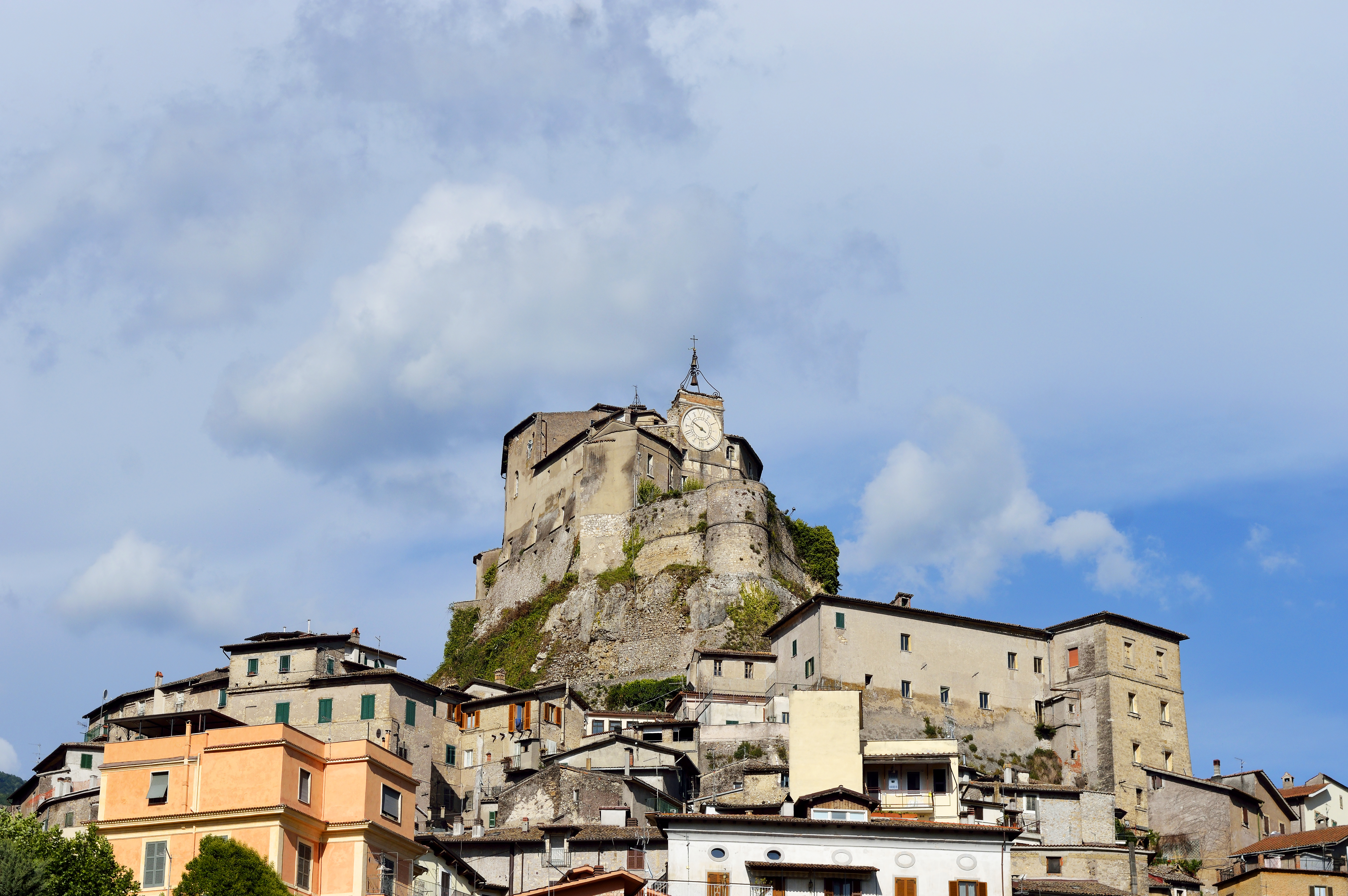
La Rocca abbaziale di Subiaco, residenza degli abati commendatari.

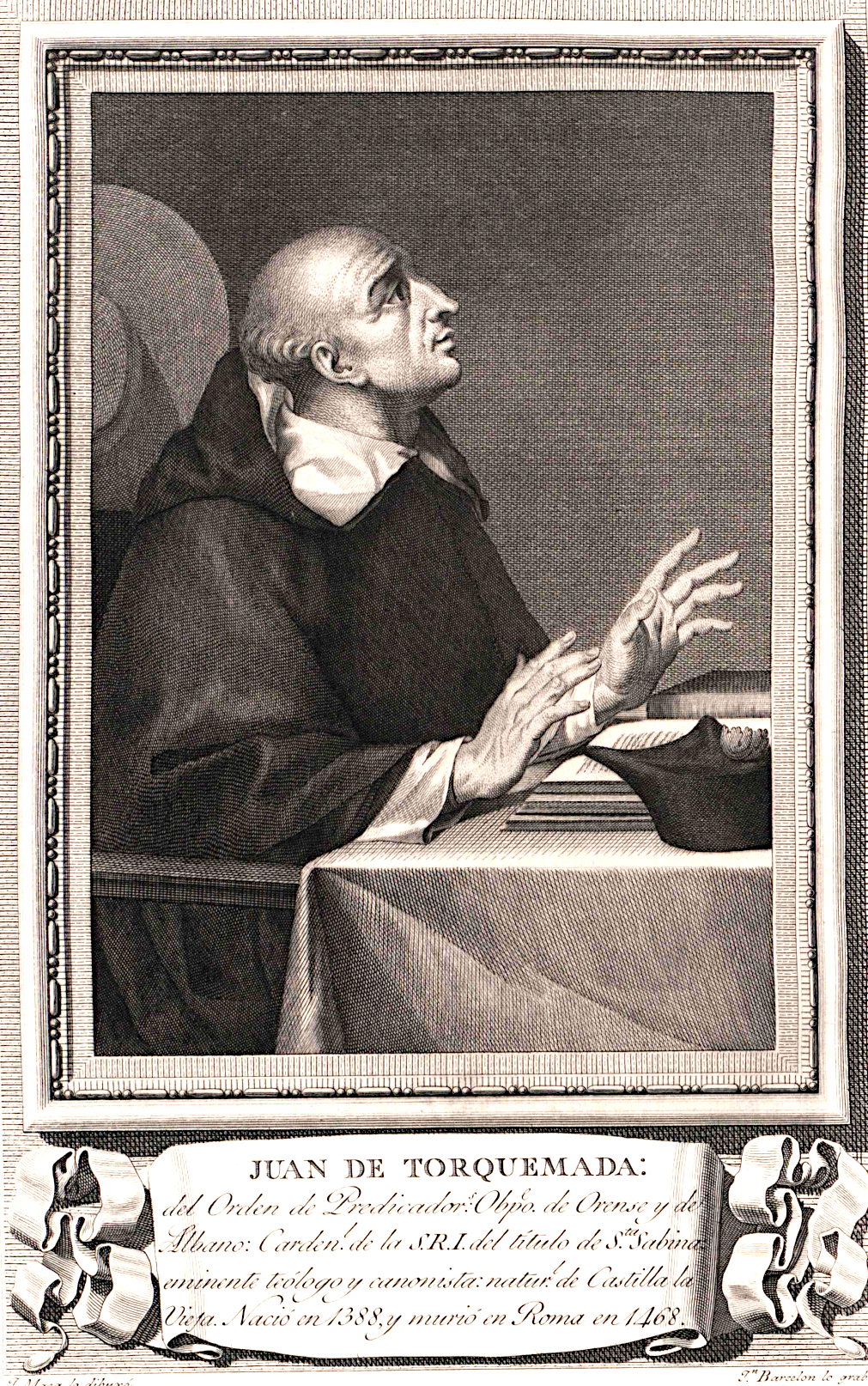
Juan de Torquemada, primo abate commendatario di Subiaco (1456-1567/68).

L'abbazia territoriale di Subiaco (in latino: Abbatia Territorialis Sublacensis) è una sede della Chiesa cattolica in Italia immediatamente soggetta alla Santa Sede appartenente alla regione ecclesiastica Lazio. Nel 2023 contava 36 battezzati su 36 abitanti. È retta dall'abate Mauro Meacci.

## Territorio
Fino al 2002 l'abbazia territoriale di Subiaco estendeva la sua giurisdizione su 29 parrocchie nei comuni di Camerata Nuova, Cervara di Roma, Cerreto Laziale, Gerano, Canterano, Rocca Santo Stefano, Agosta, Marano Equo, Subiaco, Affile, Arcinazzo Romano, Bellegra, Roiate, Jenne e Trevi nel Lazio.
Con il decreto Venerabilis Abbatia Sublacensis della Congregazione per i vescovi, il territorio è stato limitato ai soli monasteri di Santa Scolastica e di San Benedetto (o Sacro Speco) e alle proprietà benedettine sul monte Taleo e nell'altura di Collelungo.
All'interno del monastero di Santa Scolastica si trova la cattedrale omonima, che è anche l'unica parrocchia dell'abbazia territoriale.

## Storia

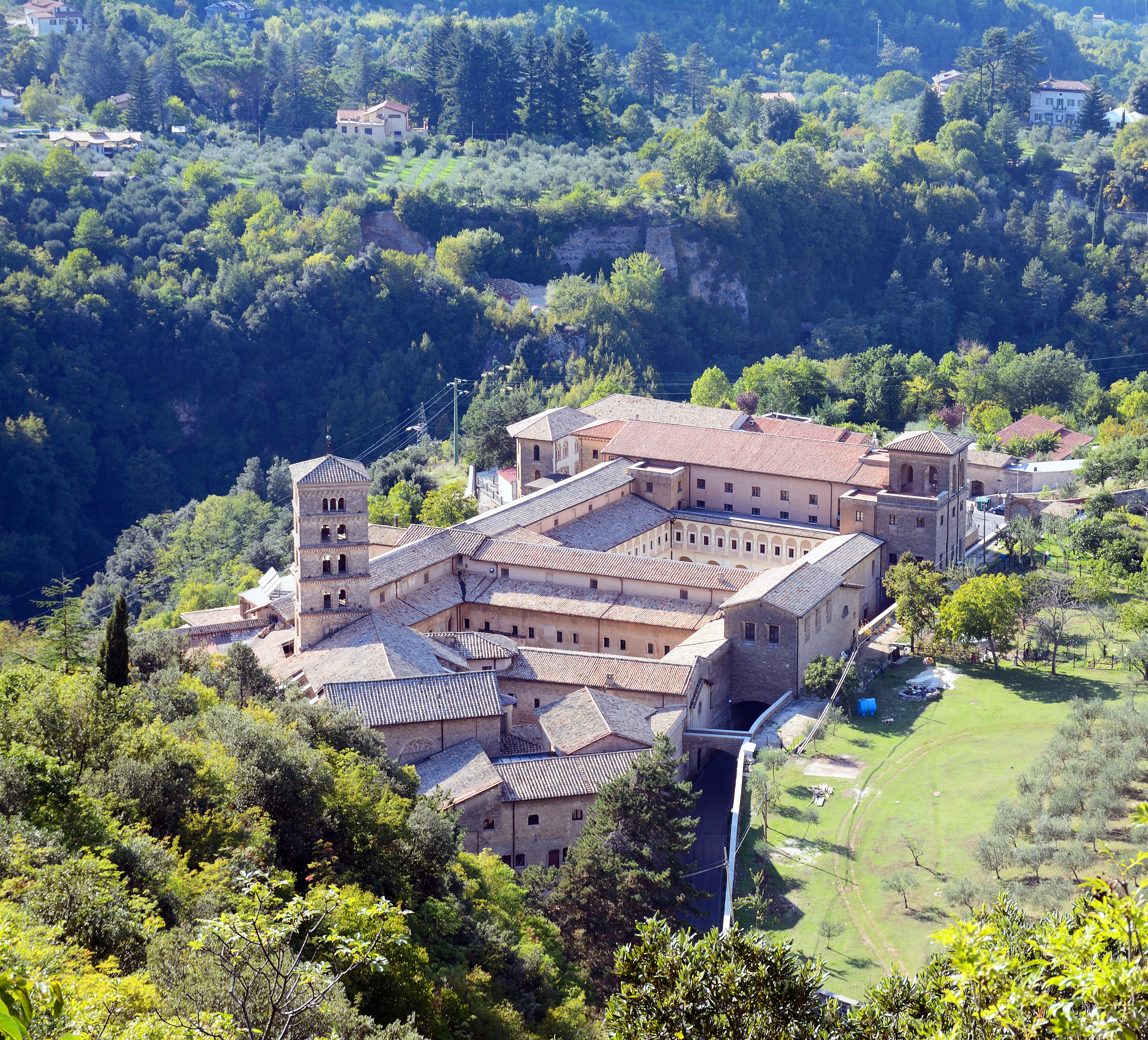
Abbazia di Santa Scolastica.

Il monastero di Santa Scolastica di Subiaco, all'origine dell'abbazia territoriale omonima, fu uno dei tredici monasteri fondati da san Benedetto da Norcia nella prima metà del VI secolo nel territorio sublacense.
Fondamentale per la conoscenza della storia del monastero e delle varie esenzioni e privilegi di cui fu dotata è il Regesto sublacense. Dopo la distruzione ad opera dei Saraceni, il monastero dei santi Benedetto e Scolastica (oggi Santa Scolastica) fu ricostruito e ottenne da papa Leone VII le prime proprietà e soprattutto, il 29 maggio 939, l'esenzione dalla giurisdizione episcopale. Un'ulteriore concessione fu data dall'imperatore Ottone I l'11 gennaio 967, in base alla quale l'abbazia sublacense ottenne l'immunitas su una serie di terre e castelli di sua proprietà, diventando così uno stato autonomo nel contesto del Sacro romano impero; l'autonomia temporale perdurò fino al 1753.
«Un altro documento importante del Regesto è il privilegio di Giovanni XVIII (1004-1009) del 21 luglio 1005, con cui venivano confermati i possedimenti e i diritti dell'abbazia ed erano sottratti ai poteri d'ordine del vescovo diocesano non solo il monastero, ma anche le chiese rurali. Quindi si può parlare di abbazia nullius solo per il monastero e le chiese incorporate a esso. Il privilegio venne confermato anche da Leone IX (1049-1054) nel 1051.»
L'XI e il XII secolo è l'età d'oro del monastero di Subiaco, governato da «figure di abati di grande rilievo», tra cui Pietro II (992-1003), venerato come santo, Umberto (1051-1060), che costruì la prima cappella del "Sacro Speco", e Giovanni VII (1068-1120), che il Chronicon sublacense chiama gloriosissimus abbas.
Nella seconda metà del XIV secolo l'abbazia entrò in crisi, sempre più alla mercé dei casati e delle famiglie più potenti dell'epoca, turbata anche dallo scisma che divideva allora la Chiesa cattolica. Papa Urbano VI nel 1388 depose l'abate Francesco da Padova e nominò al suo posto Tommaso da Celano, documentato per la prima volta come abate di Subiaco il 15 dicembre 1389. Con questa decisione, il papa tolse ai monaci la libertà di scegliere il proprio abate, e dette inizio alla serie degli abati curiali, nominati cioè dalla Santa Sede. Scrive Egidi, che «la riforma di Urbano VI fu suggerita assai probabilmente dal bisogno che sentiva il papa di avere l'abbazia più sicura e meno facile a prestare orecchio ai suoi nemici… Tra i monaci e l'abate scelto dalla curia spesso non v'era legame di comune religione monastica, sempre v'era naturale contrasto d'interessi. L'abate curiale in fondo non è che un ufficiale pontificio e assai spesso un favorito, un membro di una potente famiglia; governa per conto e in favore della Corte romana, riscuotendo le decime e i censi, ma non trascura, spesso anzi l'ha in cima dei suoi pensieri, il proprio interesse, e fa fruttare più lautamente che gli è possibile la carica che occupa.»
Qualche decennio dopo, anche l'abbazia di Subiaco, come molte altre istituzioni ecclesiastiche dell'epoca, fu concessa in commendam ai cardinali di Curia. Quando i monasteri sublacensi furono annessi alla Congregazione cassinese (1514), si venne a creare una duplice gerarchia: da una parte i cardinali abati commendatari, che esercitavano la giurisdizione temporale e spirituale sui territori e le chiese che dipendevano dal governo abbaziale; dall'altra gli abati claustrali, eletti dal capitolo della Congregazione cassinese, che avevano la sola funzione di amministrare la vita religiosa interna ai due monasteri di Subiaco. Il primo abate commendatario è stato Juan de Torquemada, che entrò in carica il 16 gennaio 1456: durante il suo governo l'abbazia fu dotata nel 1465 di una tipografia, la prima in Italia.
Rodrigo Borgia, futuro papa Alessandro VI e abate commendatario dal 1471 alla sua elezione al soglio pontificio, portò a termine i restauri della rocca di Subiaco, iniziata dai suoi predecessori, che divenne da questo momento la dimora abituale dei commendatari nei periodi in cui soggiornavano a Subiaco. Dopo Rodrigo Borgia, la commenda abbaziale passò alla famiglia dei Colonna, che la mantenne per oltre un secolo, fino al 1608.
Secolari furono i contrasti con i vescovi di Tivoli per la giurisdizione spirituale sulle parrocchie contese fra le due istituzioni. La questione fu risolta nel XVII secolo quando divennero abati commendatari i Barberini, che attraverso una serie di "transazioni" con i vescovi limitrofi definirono una volta per sempre il territorio di competenza dell'abbazia nullius sublacense. Nel 1638 una prima transazione, quella con il vescovo di Tivoli Giulio Roma, pose fine alla giurisdizione del vescovo tiburtino su Subiaco e altri castelli del territorio; questa transazione fu approvata da papa Urbano VIII, pure lui della famiglia Barberini, con la bolla Sacrosanctae militantis ecclesiae del 15 novembre. L'anno successivo altre due transazioni con i vescovi di Palestrina e di Anagni portarono sotto la giurisdizione spirituale degli abati commendatari sublacensi i territori di Ponza (oggi Arcinazzo Romano) Affile, Roiate, Civitella (oggi Bellegra), Jenne e Trevi; anche queste transazioni furono approvate da Urbano VIII.
Queste decisioni costituirono in via definitiva la diocesi abbaziale di Subiaco. Ai commendatari spettò il compito di creare una organizzazione diocesana con le proprie strutture, con una propria curia e con un proprio archivio separato e distinto da quello del monastero. Questi conservano gli atti di numerose visite pastorali compiute dai commendatari; la prima è quella fatta nel 1640 da Emilio Bonaventura Altieri, vescovo di Camerino e futuro papa Clemente X, su incarico del cardinale Antonio Barberini. Nella bolla Sacrosanctae militantis ecclesiae Urbano VIII ingiunse al commendatario Antonio Barberini la celebrazione di un sinodo diocesano, che tuttavia non celebrò. Il primo sinodo venne indetto nel mese di giugno del 1674 nel monastero di Santa Scolastica dal commendatario Carlo Barberini, abbatiae sublacensis abbatem, et perpetuum commendatarium, eiusque Dioeceseos Ordinarium.
Con la nascita di una vera e propria diocesi, i commendatari utilizzarono sempre più spesso la collegiata di Sant'Andrea, nel centro di Subiaco, come cattedrale "de facto", entrando così in contrasto con i monaci, che rivendicavano per la loro chiesa abbaziale di Santa Scolastica il privilegio della cattedralità. La chiesa di Sant'Andrea subì notevoli restauri e rifacimenti con il cardinale Giovanni Angelo Braschi, che mantenne il titolo di abate commendatario anche quando, il 15 febbraio 1775, venne eletto papa con il nome di Pio VI. A lui si deve anche l'istituzione del seminario diocesano nell'edificio adiacente a Sant'Andrea, che dotò con una ricca biblioteca di oltre 5.000 volumi, che costituiscono oggi il fondo più importante della biblioteca monastica.
Nel 1753 papa Benedetto XIV, con la bolla Commendatam Nobis del 7 novembre, pose fine al potere temporale degli abati commendatari, affidando al nuovo abate Giovanni Francesco Banchieri solo la giurisdizione spirituale sull'abbazia e la sua diocesi, mentre il territorio, dal punto di vista civile, fu integrato stabilmente nello Stato Pontificio sotto l'autorità della Camera apostolica.
Per porre fine ai dissidi fra il capitolo abbaziale di Santa Scolastica e quello secolare di Sant'Andrea, papa Leone XIII, con il decreto Ad quaestionum germina della Congregazione concistoriale del 26 aprile 1892, stabilì che unica cattedrale dell'abbazia nullius fosse la chiesa monastica di Santa Scolastica, e concesse alla basilica di Sant'Andrea il titolo di concattedrale.
Papa Pio X è stato l'ultimo abate commendatario. Infatti, con la costituzione apostolica Coenobium Sublacense del 21 marzo 1915, papa Benedetto XV soppresse dopo quattro secoli la commenda e il titolo di "abate commendatario"; in un primo momento, la diocesi abbaziale fu affidata in amministrazione apostolica all'abate generale sublacense Mauro Serafini, fino alla nomina del primo abate ordinario nel 1917 nella persona di Simone Lorenzo Salvi, già abate claustrale dal 1909.
Negli anni Trenta del XX secolo l'abate Salvi trasferì il seminario diocesano dall'antica sede presso la concattedrale di Sant'Andrea all'interno del monastero di Santa Scolastica.
Il 16 luglio 2002, con il decreto Venerabilis Abbatia Sublacensis della Congregazione per i vescovi, l'abbazia, pur conservando il privilegio della territorialità, ha ceduto la cura pastorale delle parrocchie alle diocesi vicine: Camerata Nuova, Cervara di Roma, Cerreto Laziale, Gerano, Canterano, Agosta, Marano Equo, Subiaco, Affile, Arcinazzo Romano e Jenne alla diocesi di Tivoli; Rocca Santo Stefano, Bellegra e Roiate alla sede suburbicaria di Palestrina; e Trevi nel Lazio alla diocesi di Anagni-Alatri.

## Cronotassi degli abati
Si omettono i periodi di sede vacante non superiori ai 2 anni o non storicamente accertati.
La seguente cronotassi è costituita di quattro sezioni:
- la serie degli abati claustrali, eletti dai monaci dell'abbazia, dalla fondazione fino al 1388;[14]
- la serie degli abati, detti "curiali" o "manuali", nominati dalla Santa Sede, dal 1389 al 1455;[15]
- la serie degli abati commendatari, tutti cardinali, nominati dai Pontefici dal 1456 al 1915;[16]
- la serie degli abati ordinari, nominati dalla Santa Sede dal 1917 ad oggi.[17]

### Abati claustrali
- Benedetto da Norcia † (505 - 529)
- Onorato †
- Leone I †
- Stefano †
- Giovanni I †
- Leone II † (prima di febbraio 923 - dopo aprile 943)
- Elia ? † (circa 943/947)
- Leone III † (prima di marzo 947 - dopo agosto 961)
- Giovanni II † (menzionato a maggio 963)
- Giorgio † (prima di dicembre 964 - dopo marzo 971)
- Maione † (prima di febbraio 973 - dopo febbraio 974)
- Pietro I † (menzionato a novembre 974)
- Benedetto II † (prima di gennaio 976 - dopo marzo 982)
- Martino † (menzionato a settembre 984)
- Gregorio † (prima di giugno 985 - dopo ottobre 987)
- Giovanni III † (prima di ottobre 988 - dopo aprile 989)
- Pietro II † (prima di febbraio 992 - dopo luglio 1003)
- Teuzone †
- Benedetto III †[18]
- Stefano I † (prima del 1005 - dopo gennaio 1009)
- Giovanni IV † (menzionato ad agosto 1010)
- Stefano II † (menzionato ad aprile 1011)
- Giovanni V † (5 maggio 1013 - 10 maggio 1022)
- Demetrio † (menzionato tra giugno e agosto 1024)
- Benedetto IV † (prima di maggio 1030 - dopo luglio 1038)
- Giovanni VI † (menzionato nel 1042)
- Attone † (prima di novembre 1045 - dopo il 15 giugno 1046)
- Gregorio Paparoni †( prima dicembre 1046 - dopo luglio 1051)
- Umberto † (prima del 31 ottobre 1051 - dopo novembre 1060)
- Attone Giovanni (Giovanni de Azza) † (menzionato nel 1064)
- Giovanni VII † (10 giugno 1068 - 2 maggio 1120 deceduto)
- Pietro III † (prima di febbraio 1126 - 1145 deceduto)
- Oddone † (1145 deposto)[19]
- Simone † (1149 - novembre/dicembre 1183 deceduto)
- Beraldo † (1184 - dopo il 20 aprile 1189 deceduto)
- Romano † (prima del 5 aprile 1193 - 29 agosto 1216 deceduto)
- Giovanni VIII † (prima del 16 giugno 1217 - circa 1227 deceduto)
- Lando † (prima del 3 agosto 1227 - dopo il 2 settembre 1243)
- Enrico † (prima del 25 giugno 1245 - 19 febbraio 1273 deceduto)
  - Sede vacante (1273-1276)
- Guglielmo I † (maggio/giugno 1276 - dopo il 26 luglio 1285)
- Bartolomeo I † (prima del 13 novembre 1286 - 28 ottobre 1296 nominato vescovo di Foligno)
- Francesco de Romangia † (24 settembre 1299 - 22 gennaio 1303 dimesso)
  - Sede vacante (1303-1318)
- Bartolomeo II † (2 aprile 1318 - dopo l'11 giugno 1343)
- Giovanni IX † (prima del 3 ottobre 1344 - giugno 1348 deceduto)
- Pietro IV † (prima del 22 settembre 1348 - dopo il 30 settembre 1350)
- Angelo † (prima del 1º marzo 1351 - prima del 23 agosto 1353)
- Ademaro † (prima del 23 agosto 1353 - marzo/luglio 1358 deceduto)
  - Sede vacante (1358-1360)
- Corrado † (gennaio/marzo 1360 - 23 marzo 1362 dimesso)
- Bartolomeo da Siena † (prima del 2 maggio 1363 - dopo il 28 settembre 1369)
- Francesco da Padova † (prima del 16 ottobre 1369 - dopo il 12 giugno 1388 deposto)

### Abati curiali
- Tommaso da Celano † (prima del 15 dicembre 1389 - dopo il 27 agosto 1413)[20]
  - Nicola Seyringer di Matzen † (abate eletto)
- Sagace Conti † (prima del 29 aprile 1414 - 13 novembre 1419 nominato abate-vescovo di Cava)
- Matteo del Carretto † (prima del 3 settembre 1421 - dopo il 24 maggio 1428)
- Antonio da Ravenna † (menzionato il 20 maggio 1431)
- Giacomo Cordoni da Narni † (prima del 26 febbraio 1435 - dopo il 25 luglio 1441)
- Guglielmo II † (prima del 14 dicembre 1446 - 13 agosto 1455 deposto)

### Abati commendatari
- Juan de Torquemada[21] † (16 gennaio 1456 - 1467/1468 dimesso)
- Papa Paolo II † (1467/1468 - 25 agosto 1471 deceduto)
- Rodrigo Borgia † (1471 - 11 agosto 1492 eletto papa con il nome di Alessandro VI)
- Giovanni Colonna † (16 agosto 1492 - 20 agosto 1501 deposto)
  - Sede vacante (1501-1504)
- Giovanni Colonna † (1504 - 26 settembre 1508 deceduto) (per la seconda volta)
- Pompeo Colonna † (1508 - 1513 dimesso)
- Scipione Colonna † (1513 - 28 giugno 1528 deceduto)
- Francesco Colonna † (1529 - 1559 dimesso)
- Marcantonio Colonna † (1559 - 1585 dimesso)
- Camillo Colonna † (1585 - 1592 dimesso)
- Ascanio Colonna † (1592 - 17 maggio 1608 deceduto)
- Scipione Caffarelli-Borghese † (1608 - 2 ottobre 1633 deceduto)
- Antonio Barberini † (1633 - 3 agosto 1671 deceduto)
- Carlo Barberini † (1671 - 2 ottobre 1704 deceduto)
- Francesco Barberini † (1704 - 17 agosto 1738 deceduto)
- Giovanni Battista Spinola † (1738 - 20 agosto 1752 deceduto)
- Giovanni Francesco Banchieri † (novembre 1753 - 18 ottobre 1763 deceduto)
- Saverio Canale † (1766 - 20 marzo 1773 deceduto)
- Giovanni Angelo Braschi, poi papa Pio VI † (1773 - 1798 dimesso)
- Michelangelo Luchi † (1801 - 29 settembre 1802 deceduto)
- Pietro Francesco Galleffi † (1803 - 18 giugno 1837 deceduto)
- Ugo Pietro Spinola † (1838 - 1842 dimesso)
- Paolo Polidori † (1842 - 23 aprile 1847 deceduto)
- Papa Pio IX † (1847 - 1853 dimesso)
- Girolamo D'Andrea † (1853[22] - giugno 1866 dimesso)
  - Sede vacante (1866 - 1873)[23]
- Raffaele Monaco La Valletta † (20 marzo 1873[24] - 1884 dimesso)
- Carmine Gori-Merosi † (2 dicembre 1884[25] - 15 settembre 1886 deceduto)
- Angelo Bianchi † (1º ottobre 1886[26] - 1889 dimesso)
- Placido Maria Schiaffino † (1889 - 23 settembre 1889 deceduto)
- Luigi Macchi † (1890 - 1906 dimesso)
- Papa Pio X † (1906 - 20 agosto 1914 deceduto)

### Abati ordinari
- Simone Lorenzo Salvi[27] † (10 novembre 1917[28] - 26 maggio 1964 deceduto)
- Egidio Gavazzi † (26 maggio 1964 succeduto[29] - 1974 dimesso)
- Benito Stanislao Andreotti † (25 marzo 1977[30] - 3 giugno 1995 dimesso)
- Mauro Meacci, dal 10 febbraio 1996[31]

## Statistiche
L'abbazia territoriale nel 2023 su una popolazione di 36 persone contava 36 battezzati, corrispondenti al 100,0% del totale.
| anno | popolazione | popolazione | popolazione | presbiteri | presbiteri | presbiteri | presbiteri                | diaconi | religiosi | religiosi | parrocchie |
| anno | battezzati  | totale      | %           | numero     | secolari   | regolari   | battezzati per presbitero | diaconi | uomini    | donne     | parrocchie |
| ---- | ----------- | ----------- | ----------- | ---------- | ---------- | ---------- | ------------------------- | ------- | --------- | --------- | ---------- |
| 1950 | 36.672      | 36.672      | 100,0       | 84         | 44         | 40         | 436                       |         | 53        | 40        | 25         |
| 1970 | 29.727      | 29.730      | 100,0       | 84         | 44         | 40         | 353                       |         | 64        | 46        | 27         |
| 1980 | 26.510      | 26.597      | 99,7        | 71         | 40         | 31         | 373                       |         | 49        | 40        | 23         |
| 1990 | 26.101      | 26.195      | 99,6        | 62         | 31         | 31         | 420                       |         | 54        | 56        | 22         |
| 1999 | 26.900      | 27.021      | 99,6        | 55         | 29         | 26         | 489                       |         | 38        | 46        | 22         |
| 2000 | 27.543      | 27.762      | 99,2        | 60         | 31         | 29         | 459                       |         | 39        | 35        | 22         |
| 2001 | 27.560      | 27.791      | 99,2        | 61         | 35         | 26         | 451                       |         | 35        | 34        | 22         |
| 2002 | 20          | 20          | 100,0       | 16         |            | 16         | 1                         |         | 23        | 6         |            |
| 2003 | 38          | 38          | 100,0       | 16         |            | 16         | 2                         |         | 24        | 9         | 1          |
| 2004 | 38          | 38          | 100,0       | 16         |            | 16         | 2                         |         | 23        | 9         | 1          |
| 2013 | 38          | 38          | 100,0       | 13         | 1          | 12         | 2                         |         | 22        | 6         | 1          |
| 2016 | 36          | 36          | 100,0       | 14         | 1          | 13         | 2                         |         | 23        | 6         | 1          |
| 2019 | 36          | 36          | 100,0       | 13         |            | 13         | 2                         |         | 21        | 5         | 1          |
| 2021 | 36          | 36          | 100,0       | 11         |            | 11         | 3                         |         | 21        | 4         | 1          |
| 2023 | 36          | 36          | 100,0       | 9          |            | 9          | 4                         |         | 18        | 5         | 1          |